# Turbulence (pořad)
Turbulence je magazín České televize o počasí, premiérově vysílaný v letech 2011–2013.

## O pořadu
Pořad Turbulence byl vysílán každou neděli v 17.30 na ČT24 a nahradil vysílání Počasí ve světě. Magazín informoval o aktuálních zajímavostech v počasí a popisoval různé meteorologické jevy. Součástí pořadu byli také hosté, především odborníci z oblasti meteorologie.
Moderátory pořadu byli meteorologové České televize Pavel Karas, Taťána Míková, Alena Zárybnická a Michal Žák.